# Escola Nacional de Defesa Cibernética
A Escola Nacional de Defesa Cibernética (ENaDCiber) é um Projeto que integraria o Programa da Defesa Cibernética na Defesa Nacional e objetiva a capacitação de recursos humanos para atuar na Defesa Cibernética do País. Seria um centro polarizador de ensino e pesquisa da Defesa Cibernética Nacional.   Cabe à Escola fomentar e disseminar as capacitações necessárias à Defesa Cibernética de interesse da Defesa Nacional, nos níveis de sensibilização, conscientização, formação e especialização, por meio do desenvolvimento de capacidades humanas que garantam a liberdade de ação no espaço cibernético, particularmente visando a defesa e a pronta resposta às ameaças e agressões cibernéticas, contribuindo, assim, com a garantia da soberania e integridade do patrimônio nacional.

## História
A implantação da ENaDCiber foi definida por meio da Portaria Normativa no 2777, de 27 de outubro de 2014 publicada no Diário Oficial da União (DOU).  No documento, o Ministério da Defesa definiu as atribuições do Estado Maior Conjunto das Forças Armadas (EMCFA), da Secretaria Geral da pasta e do Exército Brasileiro para dar formato às propostas do Comando de Defesa Cibernética e da Escola de Defesa Cibernética.
No prosseguimento, o Comandante do Exército, por intermédio da Portaria No 002, de 2 de janeiro de 2015, ativou o Núcleo da Escola Nacional de Defesa Cibernética (NuENaDCiber), subordinado ao Centro de Defesa Cibernética (CDCiber), cuja inauguração das instalações provisórias foi realizada em 21 de julho de 2015, no Quartel-General do Comando Militar do Planalto.

## Finalidade
O Projeto alinha-se à Estratégia Nacional de Defesa (END), que norteia a necessidade de se capacitar recursos humanos na área cibernética, em prol das operações conjuntas e interagências e para colaborar na proteção das infraestruturas estratégicas da Nação. Da mesma forma, a ENaDCiber vem ao encontro do que estabelece a Política Cibernética de Defesa e ao Livro Branco de Defesa Nacional ao capacitar recursos humanos para a proteção do espaço cibernético.

## Composição
É um estabelecimento de ensino da Defesa Cibernética composto por docentes militares e civis e atenderá ao fundamento da END de inseparabilidade entre defesa e desenvolvimento nacional, por meio do desenvolvimento de capacidades humanas em quantidade e qualidade, que visam garantir a defesa contra ameaças e agressões cibernéticas, contribuindo, assim, com a garantia da soberania e integridade do patrimônio nacional.

## Coordenação
Inicialmente, a Escola coordena capacitações por intermédio do Instituto de Defesa Cibernética (embrião da ENaDCiber), estrutura de coordenação e de promoção de capacitações composta por civis e militares. Posteriormente, após a construção de suas instalações, dará continuidade na capacitação de recursos humanos com atividades presenciais de amplo espectro e dualidade.